# بيل ماكغواير (عالم براكين)
ويليام ج. ماكغواير (مواليد 1954) أستاذ فخري في الجيوفيزياء والمخاطر المناخية في جامعة كوليدج لندن  وهو أحد علماء البراكين الرائدين في بريطانيا. تشمل اهتماماته الرئيسية عدم استقرار البراكين والانهيار الجانبي، وطبيعة وتأثير الأحداث الجيوفيزيائية العالمية وتأثير تغير المناخ على المخاطر الجيولوجية.

## خلفية
درس ماكغواير في كلية لندن الجامعية (UCL) وكلية ليتون للتعليم العالي، وهي الآن جامعة بيدفوردشير وحاصل على درجة الدكتوراه في الجيولوجيا من جامعة كوليدج لندن (1980). بدأ محاضرات في الجيولوجيا في معهد غرب لندن للتعليم العالي ‏ في الثمانينيات، المنزل السابق لعالم الجيولوجيا التلفزيوني المعروف إيان ستيوارت ‏. ثم تم تعيينه قارئًا في كلية شلتنهام وجلوستر للتعليم العالي (الآن جامعة جلوسيسترشاير)، وانتقل إلى قطاع الجامعة في التسعينيات عندما تم تعيينه أستاذًا في المخاطر الجغرافية ومديرًا لمركز آون بنفيلد بجامعة لندن العالمية لأبحاث المخاطر. تُمول صناعة التأمين المركز. تخلى عن منصب المدير في عام 2011.
كان عضوًا في مجموعة العمل المعنية بالمخاطر الطبيعية التابعة لحكومة المملكة المتحدة، والتي أنشأها رئيس الوزراء توني بلير في أعقاب تسونامي المحيط الهندي عام 2004. في عام 2010 كان عضوًا في المجموعة الاستشارية العلمية لحالات الطوارئ (SAGE)، لمعالجة المشكلات التي أعقبت ثوران بركان إيافيالايوكل.  ساهم في التقرير الموجز للهيئة الحكومية الدولية المعنية بتغير المناخ عن الطقس المتطرف والكوارث (2011).
يعيش ماكغواير في براسينجتون ‏ في منطقة بيك ‏، وهي منطقة غير نشطة جيولوجيًا، مع زوجته وابنيه بعد سنوات عديدة في هامبتون، ساري.

## البحث والعمل
يعتبر ماكغواير خبيرًا بريطانيًا في الكوارث الجيولوجية بما في ذلك البراكين الهائلة وأحداث التصادم والتسونامي والزلازل.
ووصف طوكيو بأنها «المدينة التي تنتظر الموت»، في إشارة إلى تموضعها على فالق جيولوجي بارز يمكن أن يؤدي إلى زلزال شديد التدمير. مواقع البحث الرئيسية في ماكغواير هي جزر الكناري وجبل إتنا وبركان منتزه يلوستون الوطني في وايومنغ.
في كتابه الأخير، استيقاظ العملاق (بالإنجليزية: Waking the Giant)‏،  جادل بأن تغير درجة الحرارة الناجم عن الاحتباس الحراري يمكن أن يخفف الضغط من ذوبان القمم الجليدية (من خلال الارتداد بعد الجليدي) ويؤدي إلى الزلازل والانفجارات البركانية، بالإضافة إلى زيادة الانهيارات الأرضية الناتجة عن هطول أمطار غزيرة. انظر التأثيرات المادية لتغير المناخ.
ماكغواير هو المدير المشارك لمعهد الطقس الجديد، وهو مؤسسة تعاونية وفكرية «أُنشئت لتسريع الانتقال السريع إلى اقتصاد عادل يزدهر داخل حدود الكوكب».  قام بالتدوين لـمنظمة «تمرد ضد الانقراض».

## الظهور في وسائل الإعلام
ظهر ماكغواير على العديد من البرامج التلفزيونية بما في ذلك أوريزون ‏، وهو أحد أشهر برامج «العلوم والطبيعة» وأكثرها نجاحًا على قناة بي بي سي، والعد التنازلي ليوم القيامة ‏ على قناة الخيال العلمى ‏، وفك الماضي ‏ (بالإنجليزية: Decoding the Past)‏ («الأرض الثقب الأسود») على قناة التاريخ.

## المنشورات
ألف ماكغواير العديد من الكتب الأكاديمية والشائعة حول المخاطر الجغرافية وعلوم الأرض والجيولوجيا، بما في ذلك: 
- استيقاظ العملاق - كيف يؤدي تغير المناخ إلى الزلازل والتسونامي والبراكين (2012) [14]
- سبع سنوات لإنقاذ الكوكب: الأسئلة والأجوبة (2008) [15]

## روابط خارجية
- الصفحة الرئيسية بيل ماكغواير
- بيل ماكغواير في قاعدة بيانات الأفلام على الإنترنت